# درون و بیرون (فیلم ۲۰۱۵)
درون و بیرون یا پشت و رو (به انگلیسی: Inside Out) یک فیلم پویانمایی در ژانر داستان بلوغ به کارگردانی پیت داکتر است که در سال ۲۰۱۵ منتشر شد. این انیمیشن توسط استودیوهای پیکسار ساخته شده و توسط والت دیزنی پیکچرز عرضه شد. داکتر فیلم‌نامه را به‌همراه مگ لفاوه و جاش کولی به نگارش درآورد. درون و بیرون کاوش درونی ذهن دختر جوانی به‌نام رایلی را دنبال می‌کند که خود را با نقل مکان خانواده‌اش وفق می‌دهد، همان‌طور که پنج احساسش افکار و اعمال او را کنترل می‌کنند. ایمی پولر، فیلیس اسمیت، ریچارد کایند، بیل هیدر، لوئیس بلک، میندی کالینگ، کیتلین دیاس، داین لین و کایل مک‌لاکلن صداپیشه‌گان فیلم هستند.
پیت داکتر ایده اصلی فیلم درون و بیرون را بر اساس احساسات و تجربیات خودش در سنین نوجوانی که بخاطر نقل مکان به کشور دانمارک دچار تشویش‌های اجتماعی شده بود نوشت. او اغلب این اوقات را به کشیدن نقاشی پرداخت که در نهایت باعث ورود او به حرفه انیمیشن‌سازی شد. در سال ۲۰۰۹ پیت داکتر متوجه تغییرات رفتار دختر یازده ساله خود شد که شباهت زیادی به کودکی خودش داشت و برای همین تصمیم گرفت فیلمنامه‌ای با موضوع احساسات انسان‌ها بنویسد. اما کار نوشتن فیلم‌نامه گره خورد و پیت داکتر دچار افسردگی شد. او می‌ترسید هیچ‌وقت نتواند فیلم‌نامه را تمام کند و مهم‌تر اینکه از پیکسار اخراج شود. برای همین او سفری طولانی بدون خانواده و دوستانش آغاز کرد و به این فکر افتاد که دلش بیش از همه برای چه چیز پیکسار تنگ خواهد شد که جواب آن دوستان و همکارانش بود. همین نتیجه‌گیری باعث شد او قطعه گمشده فیلم‌نامه را پیدا کند که پایه‌گذار اتفاقی مهم در داستان شد. ساخت فیلم با ۴۵ انیماتور بیش از دو سال طول کشید. داکتر شخصاً بر تمام مراحل ساخت انیمیشن نظارت داشت.
مراسم افتتاحیهٔ درون و بیرون در ۱۸ مهٔ ۲۰۱۵ در شصت و هشتمین جشنواره فیلم کن برگزار شد و در ۱۹ ژوئن همان سال در ایالات متحده اکران شد. این فیلم با استقبال خیره‌کننده منتقدان و تماشاچیان رو به رو شد. منتقدان فیلم‌نامه، داستان و اجرای صداپیشگان را ستودند. هیئت ملی بازبینی و انستیتوی فیلم آمریکا از درون و بیرون به‌عنوان یکی از ده فیلم برتر سال ۲۰۱۵ یاد کردند. این فیلم ۸۵۸٫۸ میلیون دلار در سراسر جهان فروخت و به عنوان هفتمین فیلم پرفروش سال ۲۰۱۵، اکران سینمایی خود را به پایان رساند. این فیلم در هشتاد و هشتمین دوره جوایز اسکار نامزد دو جایزه بود که در نهایت اسکار بهترین فیلم پویانمایی را برنده شد و همچنین جوایز متعدد دیگری دریافت کرد. درون و بیرون از سوی ژورنال فلسفی فیلم اند فلاسفی یکی از بهترین انیمیشن‌های تاریخ شناخته شد. دنبالهٔ آن، درون و بیرون ۲، در سال ۲۰۲۴ منتشر شد.

## داستان
در ابتدای انیمیشن، صحنه یک دختر تازه متولد شده نشان داده می‌شود و سپس گویی دوربین به درون ذهن این نوزاد رفته و یک فضای تاریک و خالی را نشان می‌دهد. حالا اولین احساس کودک، یعنی شادی، با هاله‌ای از نور ظاهر می‌شود و از دریچه چشم نوزاد، به جهان نگاه می‌کند. شادی می‌تواند با فشردن یک دکمه، شادی کودک را بروز دهد. به محض این که پدر و مادر این نوزاد، با محبت با اون حرف می‌زنند، یک گوی طلایی، با عبور از مسیری پر پیچ و خم، در جایی از ذهن نوزاد قرار می‌گیرد. این گوی‌ها، خاطرات هستند.
شادی با خود فکر می‌کند که فقط رایلی و او تا همیشه با هم هستند، اما در همین لحظه از انیمیشن inside out صدای گریه نوزاد بلند شده و شادی می‌بیند یک احساس جدید در کنار او قرار گرفته. این احساس آبی رنگ و همیشه غمگین، خودش را غم معرفی می‌کند. رفته رفته احساسات جدید رایلی، در قالب شخصیت‌های بانمک و جذاب، معرفی می‌شوند.
ترس همیشه نگران و مضطرب از اتفاقاتی است که ممکن است رایلی را تهدید کند. احساس بعدی رایلی، چندش (انزجار) نام دارد. این شخصیت همیشه سعی دارد رایلی را از شرایطی که ظاهراً ناخوشایند و منزجر کننده هستند دور کند. شخصیت بامزه و جذاب قرمز بعدی، خشم نام دارد، خشم تقریباً همیشه در حال غر زدن و عصبانیت است و به محض عصبانی شدن یه آتش از سر اون گداخته می‌شود و با کنترل‌هایی که در ذهن کودک در اختیار دارد، خشم کودک را بر می‌انگیزاند.
هر کدام از خاطرات این احساس‌ها، به شکل گوی‌هایی به رنگ احساس مربوط به خودشان در خاطرات کودک نگهداری می‌شوند. در همان دقایق ابتدایی، شادی می‌گوید اکثر خاطرات رایلی، مربوط به شادی هستند؛ البته این را از همان ابتدا می‌شد حدس زد؛ زیرا از همان ابتدا، قصه به گونه ای روایت می‌شود که در ارتباط بین احساسات کاملاً مشخص است که رهبری و فرماندهی احساسات بر عهده شادی است و شادی بر بقیه احساسات برتری ویژه‌ای دارد.
یک بخش جداگانه مربوط به خاطرات در ذهن رایلی وجود دارد که شادی آن را خاطرات اصلی معرفی می‌کند و می‌گوید هر کدام از این خاطرات مربوط به یکی از روزهای خیلی مهم رایلی هستند. از نوزادی تا یازده سالگی رایلی به‌طور کاملاً خلاصه در حد چند دقیقه مرور می‌شود، و می‌بینیم که رایلی کوچولوی ابتدای قصه، حالا به یک دختر یازده ساله که ارتباط عاطفی بسیار خوبی با والدینش دارد تبدیل شده.
اما قصه اینطور نمی‌ماند و تمامی احساسات به ناگهان غافلگیر می‌شوند! دلیل آن هم، تصمیم والدین رایلی بر فروش خانه و رفتن به یک خانه جدید است.
رایلی در خیالبافی‌هایش تصور می‌کند که خانه جدید آن‌ها یک خانه بسیار زیبا و جذاب خواهد بود، اما به محض رسیدن به خانه جدیدشان در سان فرانسیسکو و دیدن آن، هم رایلی و هم تمام احساسات موجود در ذهن اون غافلگیر می‌شوند. یک خانه قدیمی و بی‌روح…
اینجا تمام احساسات رایلی به جز شادی برانگیخته می‌شوند؛ یعنی ترکیبی از ترس، غم، انزجار و خشم! و تمام این‌ها در خاطرات او ثبت می‌شوند. در این میان شادی به میدان می‌آید و سعی در آرام کردن شرایط دارد و تا حدی نیز موفق می‌شود! اما در کل زندگی جدید رایلی در سان فرانسیسکو چندان باب میل او نیست و این را به راحتی از رنگ خاطرات او می‌توان فهمید!
شادی سعی می‌کند با چیزهای کوچک رایلی را شاد کند اما هربار، شخصیت آبی رنگ غم به نوعی خرابکاری می‌کند و نمی‌گذارد رایلی شاد باشد. اینجا می‌فهمیم که اگر غم، خاطرات شادی را لمس کند این خاطرات با غم ترکیب می‌شوند. در مکالمه بین شادی و غم، به وضوح تضاد و اختلاف دیدگاه این دو احساس حس می‌شود.
در روز اول مدرسه رایلی، به خاطر خرابکاری که از احساس غم سر می‌زند، همه خاطرات اصلی شادی از جای خود خارج می‌شوند و شرایط کاملاً به هم می‌ریزد. شادی تلاش می‌کند این شرایط را آرام کند اما به یکباره می‌بینیم که شادی و غم توسط یکی از لوله‌های ثبت خاطرات اصلی به بالا برده می‌شوند و فقط سه احساس ترس، خشم و انزجار باقی می‌مانند.
شادی و غم به بخش حافظه بلندمدت رایلی سفر کرده‌اند و در کمال حیرت می‌بینند که جزایر شخصیت رایلی (ابعاد شخصیتی) خاموش و خراب شده‌اند. در اینجا، غم دائماً در حال غر زدن و خیالبافی منفی است، اما شادی امیدوار است و سعی در تلاش برای برگشتن شرایط به حالت عادی دارد.
چون احساس شادی دیگر در مرکز فرماندهی (ذهن رایلی) حضور ندارد، سه احساس دیگر تصمیم می‌گیرند وظیفه او را انجام دهند، اما به قدری در این کار ناموفق هستند که تظاهر رایلی به شاد بودن روی مادرش اثر می‌گذارد و این اثر را در ذهن مادر او و میان شخصیت‌هایی که در ذهن او حضور دارند (دقیقاً همان شخصیت‌های درون ذهن رایلی اما با ظاهری مسن تر) می‌توان دید. اینجا به نوعی به مخاطب گفته می‌شود که در ذهن تمام افراد، این پنج بعد احساسی (شادی، غم، ترس، خشم و انزجار) وجود دارند.
نکته جالب اینجاست که شخصیت غالب و فرمانده در ذهن مادر رایلی، غم است. در ادامه دوربین به ذهن پدر رایلی نیز می‌رود و در آن‌جا میبنیم که خشم فرمانده است.
حالا رقابت بین احساسات رایلی و پدر و مادرش به وضوح قابل مشاهده است و بحث بین رایلی و پدرش بالا می‌گیرد و نهایتاً پدر، رایلی را مجبور به ترک میز غذا و رفتن به اتاقش می‌کند و از این کار خیلی هم خشنود می‌شود. اما احساس غم در ذهن مادر رایلی برانگیخته می‌شود.
از شدت غم و ناراحتی رایلی، یکی از جزایر شخصیت او، یعنی جزیره دیوانه بازی! –کارهای شاد و بچگانه- فرو ریخته و نابود می‌شود.
شادی و غم سعی در برگشتن به مرکز فرماندهی، یعنی ذهن رایلی دارند و در این مسیر به کارگرهای ذهن می‌رسند! کار این کارگرها دور ریختن خاطرات قدیمی و به درد نخور رایلی (به قول خودشان خاطراتی که رایلی به آن‌ها فکر نمی‌کند) است.
در ادامه میبینیم که دوست سابق رایلی به او خبر می‌دهد که یک بازیکن جدید به جای رایلی به تیم آورده‌اند و احساس خشم رایلی برانگیخته شده و جزیره دوستی نیز فرو می‌ریزد.
در میان بحث میان شادی و غم، یک شخصیت بامزه دیگر در پیچ و خم خاطرات بلندمدت رایلی ظاهر می‌شود. این موجود صورتی پشمالو چیزی شبیه به یک فیل است! شادی این موجود صورتی بامزه را می‌شناسد و او را بینگ بونگ -دوست خیالی رایلی- معرفی می‌کند.
بینگ بونگ سعی می‌کند به شادی و غم کمک کند تا مسیر بازگشت به ذهن رایلی را پیدا کنند.
علی‌رغم سعی سه احساس خشم، ترس و انزجار، رایلی در تمرین هاکی اصلاً موفق ظاهر نمی‌شود و احساس خشم او برانگیخته می‌شود و جزیره علاقه به هاکی نیز فرو می‌ریزد.
در ادامه میبنیم که رفته رفته خاطرات زیبا و شاد رایلی و همچنین ابعاد شخصیتی او در حال متزلزل شدن و پاک شدن هستند. دوست خیالی رایلی، یعنی بینگ بونگ از این اتفاقات شدیداً ناراحت می‌شود و با تلاش زیاد شادی حال او خوب نمی‌شود. اینجا احساس غم وارد عمل شده و بینگ بونگ را در آغوش گرفته و چند لحظه گریه می‌کنند، سپس بینگ بونگ می‌گوید: «حالم بهتر شد!». چیزی که به ذهن مخاطب القا می‌شود این است که غم آن‌طورها هم که فکرش را می‌کردیم بد نیست و گاهی خوب است.
بالاخره بینگ بونگ، شادی و غم سوار قطار خیلی بازگشت به ذهن رایلی می‌شوند. اما در ادامه مسیر، طی اتفاقات عجیبی که می‌افتد، بینگ بونگ توسط مأموران نظارت بر خواب دستگیر می‌شود و به بخش ناخودآگاه برده می‌شود. شادی و غم برای نجات بینگ بونگ به دنیای ناخودآگاه رایلی می‌روند که پر از ترس‌های قدیمی و پنهان است. پس از اتفاقات زیادی شادی، غم و بینگ بونگ به مسیر خود ادامه می‌دهند.
اما در همین حال، خشم باعث می‌شود رایلی تصمیم بگیرد به تنهایی به شهر قبلی خودشان بازگردد. برای بازگشت به شهر قبلی به پول نیاز دارد و این پول را به صورت پنهانی از کیف مادرش می‌دزدد و سپس می‌بینیم که جزیره صداقت نیز فرو می‌ریزد. در اثر این فروریختن، قطار خیالی که شادی، غم و بینگ بونگ با آن در حال حرکت به سمت ذهن رایلی بودند، از مسیرش منحرف شده و سقوط می‌کند و ظاهراً تنها راهی که برای برگشت به ذهن رایلی و منصرف کردن او از بازگشت به شهر قبلی باقی مانده، جزیره خانواده است. در حین حرکت به سمت این جزیره متوجه وجود یک لوله به نام لوله یادآوری خاطرات می‌شوند که گوی‌های خاطرات را به ذهن رایلی منتقل می‌کند.
تصمیم می‌گیرند از این طریق به ذهن رایلی بازگردند اما اتفاقی که می‌افتد باعث غافلگیری مخاطب می‌شود، احساس شادی اجازه نمی‌دهد غم با او بازگردد چون وجود غم در کنار گوی‌های خاطره اصلی، باعث غمگین شدن این خاطرات می‌شود. شادی به تنهایی در لوله قرار گرفته و به سمت ذهن رایلی حرکت می‌کند.
در همان لحظه‌های اول حرکت، لوله شکسته و شادی به پایین سقوط کرده و در درهٔ فراموشی می‌افتد. بینگ بونگ نیز به دنبال نجات شادی می‌رود و در این دره تاریک و سرد می‌افتد. برای اولین بار چهره غمگین و گریان شادی را در این صحنه میبنیم! شادی با دیدن خاطرات فراموش شده رایلی شدیداً گریه می‌کند، واقعاً صحنه غم‌انگیزیست…
با چکیدن اشک‌های شادی روی گوی‌های خاطرات اصلی شاد، این خاطرات رنگ خود را به رنگ آبی می‌بازند و به خاطرات غمگین تبدیل می‌شوند. شاید برای ما هم خیلی پیش آمده باشد، خاطراتی که یک زمانی باعث شادی و حال خوبمان بودند کم کم به خاطرات غمگین بدل شده‌اند…
بینگ بونگ و شادی تصمیم به خارج شدن از این دره تاریک می‌گیرند و بعد چند بار تلاش و موفق نشدن، این بار بینگ بونگ خودش را فدای شادی می‌کند تا شادی بتواند از دره فراموشی خارج شود و کم کم کاملاً محو می‌شود…
رایلی به تنهایی در حال حرکت به سمت ایستگاه اتوبوس است، پدر و مادرش با او تماس می‌گیرند اما رایلی تلفن را قطع می‌کند و بخشی از جزیره خانواده فرو می‌ریزد. با تماس دوم مادر و قطع کردن توسط رایلی، بخش دیگری از جزیره خانواده فرو می‌ریزد. حالا خشم، ترس و انزجار از این تصمیم (بازگشت به شهر قبلی) پشیمان شده‌اند اما دیگر نمی‌توانند کاری کنند. رایلی سوار اتوبوس شده و دیگر هیچ احساسی ندارد… همان چیزی که خیلی از ماها تجربه کرده‌ایم…به یک باره در عرض چند دقیقه، شادی و غم به روشی کاملاً عجیب و شگفت‌انگیز! موفق به بازگشت به ذهن رایلی می‌شوند.
چیزی که از ابتدای انیمیشن دیدیم این بود که شادی همواره سعی داشت غم را سرکوب کند، اما حالا ورق بر می‌گردد و شادی از غم می‌خواهد رایلی را از این تصمیم منصرف کند و همه احساسات چشمشان به امید غم است. البته احساس غم در این کار موفق می‌شود و رایلی به خانه باز می‌گردد. دیگر شادی آن نگرش قبل را ندارد، این را می‌توان از آن‌جایی فهمید که گوی‌های خاطرات اصلی را به دست غم می‌سپارد و این گوی‌ها به رنگ آبی در می‌آیند. و حالا مرور خاطرات شاد با رنگ غم… این را هم خودمان خیلی تجربه کرده‌ایم!
تمام احساسات کنار می‌روند و حالا همه چیز دست غم است، رایلی حرف‌های دلش را به پدر و مادرش می‌گوید و پدر و مادر او اعتراف می‌کنند که خودشان هم از این شرایط راضی نیستند. حالا غم با لبخندی آرام دست شادی را می‌گیرد و رایلی با چشمان گریان لبخند می‌زند… و یک گوی به دو رنگ آبی و طلایی، در خاطرات رایلی ثبت شده و جزیره خانواده را از نو می‌سازد.
در یک صحنه برای اولین بار، گوی‌های خاطرات را با ترکیب رنگ‌های مختلف می‌بینیم. حالا همه احساسات می‌فهمند که مسیر درست، در کنار هم بودن است. نه سرکوب کردن یکدیگر. البته فقط احساسات رایلی نیستند که به این نتیجه رسیده‌اند، بلکه شخصیت‌های موجود در ذهن پدر و مادر او هم به این عقیده می‌رسند. و میبینیم که همه شخصیت‌ها صورت خود را به رنگ یکسانی رنگ کرده‌اند.

## صداپیشگان
- امی پولر در نقش شادی[۱۶]
- فیلیس اسمیت در نقش غم[۱۶]
- بیل هیدر در نقش ترس[۱۶]
- لویس بلک در نقش خشم[۱۶]
- میندی کالینگ در نقش نفرت[۱۶]
- دایان لین در نقش مادر رایلی[۱۷]
- کایل مک‌لاکلن در نقش پدر رایلی[۱۷]
- جان راتزنبرگر در نقش فریتز[۱۸]
- کیتلین دیاس در نقش رایلی
- ریچارد کیند در نقش بینگ بانگ

## ساخت فیلم
پیکسار در جشنواره دیزنی ۲۳ سال ۲۰۱۱ میلادی، اطلاعاتی دربارهٔ یک انیمیشن در حال ساخت به کارگردانی پیت داکتر که سازنده انیمیشن‌هایی همچون بالا یا وال-ئی را داد، و نیز این موضوع را مطرح کرد که این انیمیشن دربارهٔ ذهن و عقل انسان مربوط می‌شود. همچنین این خبر را نیز مطرح کرد که مایکل آرندت که از نمایش نویسان معروف آمریکایی است، این کار را برعهده گرفته است. تا اینکه جان لستر در یک مصاحبه تلویزیونی با چارلی رز در اوایل دسامبر سال ۲۰۱۱ میلادی اطلاعات بیشتری دربارهٔ این فیلم داد: «این داستان درون سر یک دختر روی می‌دهد، و دربارهٔ احساساتی است که به عنوان کاراکتر در سر او به نقش می‌پردازند.»

## جوایز
- هشتاد و هشتمین دوره جوایز اسکار

| قسمت                     | نامزد                                        | نتیجه    |
| ------------------------ | -------------------------------------------- | -------- |
| بهترین فیلمنامه اورجینال | پیت داکتر، مگ لوفاو، جاش کولی، دونی دل کارمن | نامزدشده |
| بهترین فیلم پویانمایی    | پیت داکتر و جونز ریورا                       | برنده    |

- هفتاد و سومین مراسم گلدن گلوب

| قسمت                | نامزد                  | نتیجه |
| ------------------- | ---------------------- | ----- |
| بهترین فیلم انیمیشن | پیت داکتر و جونز ریورا | برنده |

## یادداشت
1. ↑  همچنین با عنوان درون و بیرون یا ظاهر و باطن در ایران شناخته می‌شود. همچنین در دوبله فارسی فیلم نام آن سرنشینان ترجمه شده است.